# Баранзас
Баранзас (в верховье — Большой Баранзас) — река в России, протекает по Новокузнецкому району Кемеровской области. Правый приток реки Тутуяс. Течёт на юг через леса. Устье реки находится неподалёку от посёлка Тутуяс в 9 км от устья Тутуяса. Длина реки с Большим Баранзасом составляет 30 км. Приток — Малый Баранзас.

## Данные водного реестра
По данным государственного водного реестра России относится к Верхнеобскому бассейновому округу, водохозяйственный участок реки — Томь от истока до города Новокузнецк, без реки Кондома, речной подбассейн реки — Томь. Речной бассейн реки — (Верхняя) Обь до впадения Иртыша.